# Black Masses
Black Masses to pierwszy singel duńskiej grupy heavymetalowej Mercyful Fate. Wydany w grudniu 1983 roku przez wytwórnię Music for Nations, a rok później, w edycji limitowanej, również przez Megaforce.

## Lista utworów
1. Black Masses - 4:30
2. Black Funeral - 2:50